# 3 (селище)
3 (рос. 3) — селище у складі Стрітенського району Забайкальського краю, Росія. Входить до складу Дунаєвського сільського поселення.

## Населення
Населення — 24 особи (2010; 28 у 2002).
Національний склад (станом на 2002 рік):
- росіяни — 96 %